# Bo Samuelsson
För skådespelaren se Bo Samuelson
Bo Eric Samuelsson, född 1942, är en svensk professor i medicin och rektor för Göteborgs universitet 1997-2003.
Bo Samuelsson disputerade 1973 vid Göteborgs universitet, blev legitimerad läkare 1974 och utnämndes till ordinarie universitetslektor i medicinsk och fysiologisk kemi 1982. Han blev specialistkompetent i blodgruppsserologi med transfusionslära 1983 och utnämndes till professor i transfusionsmedicin tillika överläkare vid Sahlgrenska sjukhuset 1992. Samuelsson är medförfattare till ett stort antal vetenskapliga publikationer inom sitt område.
Av regeringen utsågs han till rektor för Göteborgs universitet och innehade befattningen 1 juli 1997–30 juni 2003.
Han tilldelades Medicinska Föreningen i Göteborgs pedagogiska pris ”Pedalen” 1984 och Göteborgs universitets Pedagogiska pris 1989.